# Голицька дача
Голицька дача — ботанічна пам'ятка природи на території Голицького лісництва (квадрат 40, ділянка 14) біля села Голики, Шепетівського району на Хмельниччині. Була оголошена рішенням Хмельницького Облвиконкому № 156-р"б" від 11.06.1970 року.

## Опис
Насадження сосни з буком віком 90 років, висотою 30 м, середнім діаметром 40 см.
Площа – 15 га.

## Скасування
Станом на 01.01.2016 року об'єкт не міститься в офіційних переліках територій та об'єктів природно-заповідного фонду, оприлюднених на Єдиному державному вебпорталі відкритих даних http://data.gov.ua/ [Архівовано 4 травня 2016 у Wayback Machine.]. Проте ні в Міністерстві екології та природних ресурсів України, ні у Департаменті екології та природних ресурсів Хмельницької обласної державної адміністрації відсутня інформація про те, коли і яким саме рішенням було скасовано даний об'єкт природно-заповідного фонду..